# Корпут, Мишель ван де
Мишель ван де Корпут (нидерл. Michel van de Korput , МФА: [ˈmiʃɛl vɑndəˈkɔrpʏt]; род. 18 сентября 1956, Дриммелен, Северный Брабант) — нидерландский футболист.

## Биография

### Клубная карьера
Мишель ван де Корпут начал свою футбольную карьеру в любительском клубе «ВКВ», затем Мишель попал в юношескую команду клуба «Фейеноорд». В 1974 году Мишель попал в основную команду, его дебют состоялся 15 сентября 1974 года в матче против клуба «Гоу Эхед Иглз», матч закончился победой «Фейеноорда» со счётом 6:0. Однако Мишель смог закрепиться в основном составе лишь к сезону 1976/77, а в 1980 году ван де Корпут завоевал свой первый трофей с «Фейеноордом», им оказался кубок Нидерландов.
Летом 1980 года Мишель отправился в Италию для того, чтобы играть за клуб «Торино», который заплатил за Мишеля 1,5 млн гульденов. В Турине Мишель играл в течение трёх лет, но его клуб занимал лишь места в середине таблице чемпионата Италии. Всего за «Торино» Мишель провёл 72 матча и забил 1 мяч.
В 1983 году Мишель вернулся в Нидерланды и в свой бывший клуб «Фейеноорд». В 1984 году Мишель стал чемпионом Нидерландов и обладателем кубка Нидерландов. Свой последний матч за «Фейеноорд» Мишель провёл 25 мая 1985 года против «АЗ» из Алкмара, который завершился вничью 1:1. Всего за «Фейеноорд» ван де Корпут провёл 195 матчей и забил 4 мяча.
Летом 1985 года Мишель за 1 млн гульденов перешёл в немецкий «Кёльн». В «Кёльне» Мишель дебютировал в чемпионате Германии 10 августа 1985 года в матче против «Айнтрахта» из Франкфурта. Вместе с «Кёльном» Мишель дошёл до финала кубка УЕФА, но в финале ван де Корпут участие не принимал, а его клуб проиграл испанскому «Реал Мадриду» со счётом 5:3. В конце сезона 1985/86 Мишель получил серьёзную травму, лечение которой заняло весь сезон 1986/87, Мишель так больше и не сыграл за «Кёльн». В 1987 году ван де Корпут стал игроком бельгийского клуба «Жерминаль Экерен», который выступал в одном из низшем бельгийском дивизионе. Спустя два года Мишель перешёл в другой бельгийский клуб «Каппеллен», который выступал в четвёртом бельгийском дивизионе. В 1991 году Мишель ван де Корпут завершил свою футбольную карьеру в возрасте 35 лет.

### Карьера в сборной
В национальной сборной Нидерландов Мишель дебютировал 26 сентября 1979 года выйдя на замену на 46-й минуте матча против сборной Бельгии, матч закончился победой нидерландцев со счётом 1:0. Мишель принимал участие на чемпионате Европы 1980 года, на котором его сборная не смогла выйти из группового этапа. Всего Мишель провёл 23 матча за сборную, свою последнюю игру ван де Корпут провёл 20 ноября 1985 года против сборной Бельгии, который завершился поражение бельгийцев со счётом 2:1.

## Статистика

### Матчи ван де Корпута за сборную Нидерландов
| Матчи ван де Корпута за сборную Нидерландов | Матчи ван де Корпута за сборную Нидерландов | Матчи ван де Корпута за сборную Нидерландов | Матчи ван де Корпута за сборную Нидерландов | Матчи ван де Корпута за сборную Нидерландов | Матчи ван де Корпута за сборную Нидерландов |
| ------------------------------------------- | ------------------------------------------- | ------------------------------------------- | ------------------------------------------- | ------------------------------------------- | ------------------------------------------- |
| №                                           | Дата                                        | Соперник                                    | Счёт                                        | Голы ван де Корпута                         | Соревнование                                |
| 1                                           | 26 сентября 1979                            | Бельгия                                     | 1:0                                         | —                                           | Товарищеский матч                           |
| 2                                           | 21 ноября 1979                              | ГДР                                         | 3:2                                         | —                                           | Чемпионат Европы 1980 (отбор)               |
| 3                                           | 23 января 1980                              | Испания                                     | 0:1                                         | —                                           | Товарищеский матч                           |
| 4                                           | 11 июня 1980                                | Греция                                      | 1:0                                         | —                                           | Чемпионат Европы 1980                       |
| 5                                           | 14 июня 1980                                | ФРГ                                         | 2:3                                         | —                                           | Чемпионат Европы 1980                       |
| 6                                           | 17 июня 1980                                | Чехословакия                                | 1:1                                         | —                                           | Чемпионат Европы 1980                       |
| 7                                           | 10 сентября 1980                            | Ирландия                                    | 1:2                                         | —                                           | Чемпионат мира 1982 (отбор)                 |
| 8                                           | 19 ноября 1980                              | Бельгия                                     | 0:1                                         | —                                           | Чемпионат мира 1982 (отбор)                 |
| 9                                           | 9 сентября 1981                             | Ирландия                                    | 2:2                                         | —                                           | Чемпионат мира 1982 (отбор)                 |
| 10                                          | 14 октября 1981                             | Бельгия                                     | 3:0                                         | —                                           | Чемпионат мира 1982 (отбор)                 |
| 11                                          | 18 ноября 1981                              | Франция                                     | 0:2                                         | —                                           | Чемпионат мира 1982 (отбор)                 |
| 12                                          | 23 марта 1982                               | Шотландия                                   | 1:2                                         | —                                           | Товарищеский матч                           |
| 13                                          | 14 апреля 1982                              | Греция                                      | 1:0                                         | —                                           | Товарищеский матч                           |
| 14                                          | 25 мая 1982                                 | Англия                                      | 0:2                                         | —                                           | Товарищеский матч                           |
| 15                                          | 1 сентября 1982                             | Исландия                                    | 1:1                                         | —                                           | Чемпионат Европы 1984 (отбор)               |
| 16                                          | 22 сентября 1982                            | Ирландия                                    | 2:1                                         | —                                           | Чемпионат Европы 1984 (отбор)               |
| 17                                          | 10 ноября 1982                              | Франция                                     | 1:2                                         | —                                           | Товарищеский матч                           |
| 18                                          | 19 декабря 1982                             | Мальта                                      | 6:0                                         | —                                           | Чемпионат Европы 1984 (отбор)               |
| 19                                          | 16 февраля 1983                             | Испания                                     | 0:1                                         | —                                           | Чемпионат Европы 1984 (отбор)               |
| 20                                          | 1 мая 1985                                  | Австрия                                     | 1:1                                         | —                                           | Чемпионат мира 1986 (отбор)                 |
| 21                                          | 14 мая 1985                                 | Венгрия                                     | 1:0                                         | —                                           | Чемпионат мира 1986 (отбор)                 |
| 22                                          | 16 октября 1985                             | Бельгия                                     | 0:1                                         | —                                           | Чемпионат мира 1986 (отбор)                 |
| 23                                          | 20 ноября 1985                              | Бельгия                                     | 2:1                                         | —                                           | Чемпионат мира 1986 (отбор)                 |

Итого: 23 матча / 0 голов; 9 побед, 4 ничьи, 10 поражений.

## Достижения
- Чемпион Нидерландов: 1984
- Обладатель Кубка Нидерландов: 1980, 1984
- Финалист Кубка УЕФА: 1986